# Arcadia University (Pennsylvanie)
Arcadia University est une census-designated place du comté de Montgomery, en Pennsylvanie, aux États-Unis. 

## Géographie
Arcadia University se trouve au nord-est des États-Unis, dans le sud-est de l'État de Pennsylvanie, au sein de Cheltenham Township dans le comté de Montgomery, dont le siège de comté est Norristown. Ses coordonnées géographiques sont 40° 05′ 30″ N, 75° 09′ 55″ O.

## Démographie
Sa population était de 595 habitants au recensement de 2010.